# Palamedesstraat
De Palamedesstraat is een doodlopende straat in Amsterdam-West.

## Ligging en geschiedenis
De straat is een van de vele relatief korte straatjes (60 meter) in de Vondelparkbuurt. Ze begint aan de Overtoom en loopt dood op de achtergevels van de Vondelstraat. Het grondgebied, dat ten zuiden lag van de Overtoomsche Vaart en haar Vondelkade, behoorde tijdens de aanleg toe aan de gemeente Nieuwer-Amstel met die aantekening dat een bouwonderneming het had opgekocht en tot privé-eigendom had gemaakt. Het was de eerste zijstraat (aangeduid als dwarsstraat) van die Vondelkade. Het bijzondere is dat zij, in tegenstelling tot veruit de meeste straten in Nieuwer-Amstel en Amsterdam, haar naam kreeg door die bouwonderneming. Zij hield zich wel aan de thematiek in de buurt; ze vernoemden de straat in maart 1876 naar het toneelstuk Palamedes van Joost van den Vondel.  Niet veel later werden de eerste huizen ter huur aangeboden. Amsterdam annexeerde de straat in 1896, maar behield de naam (Amsterdam had nog geen Palamedesstraat). Opmerkelijk daarbij is dat ter plaatste de huisnummer 61-69 aan de Overtoom ontbreekt.  
Ook Delft, Rotterdam en Haarlem kennen een Palamedesstraat.

## Gebouwen
Huisnummers lopen op van 1 tot en met 11. Een aantal gebouwen dateert nog vanuit de beginperiode rond 1873. Aan de even zijde echter staan huizen van latere bouw (1890-1989). Een anachronisme is een modern betonnen kantoorpand uit 1967-1969 op de hoek van de Overtoom 57-59, dat in 2008 onder leiding van Soeters Van Eldonk architecten verbouwd werd tot appartementen en hotel. Er bevinden zich geen rijksmonumenten of gemeentelijke monumenten in de straat, de architectuur is vrij aangepast aan de bouwstijlen gangbaar in de bouwtijden. Uitzondering is het gebouwtje Palamedesstraat 4 uit 1890, dat het tot orde 2 wist te brengen (bijna monument) en eruitziet als een pakhuis met in de zijgevel een trapgevel.   

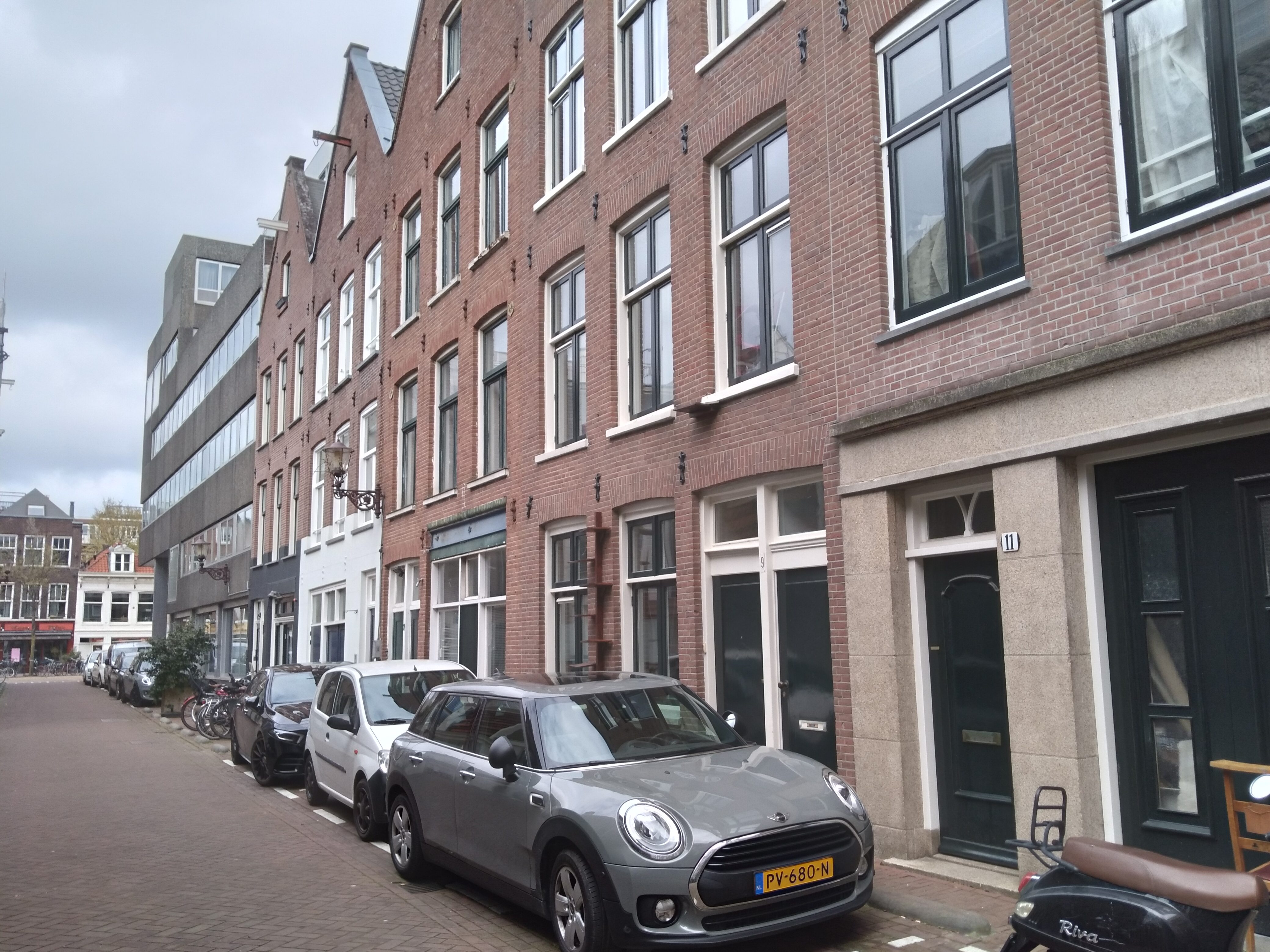
Palamedestraat oneven met kantoorgebouw (april 2021)

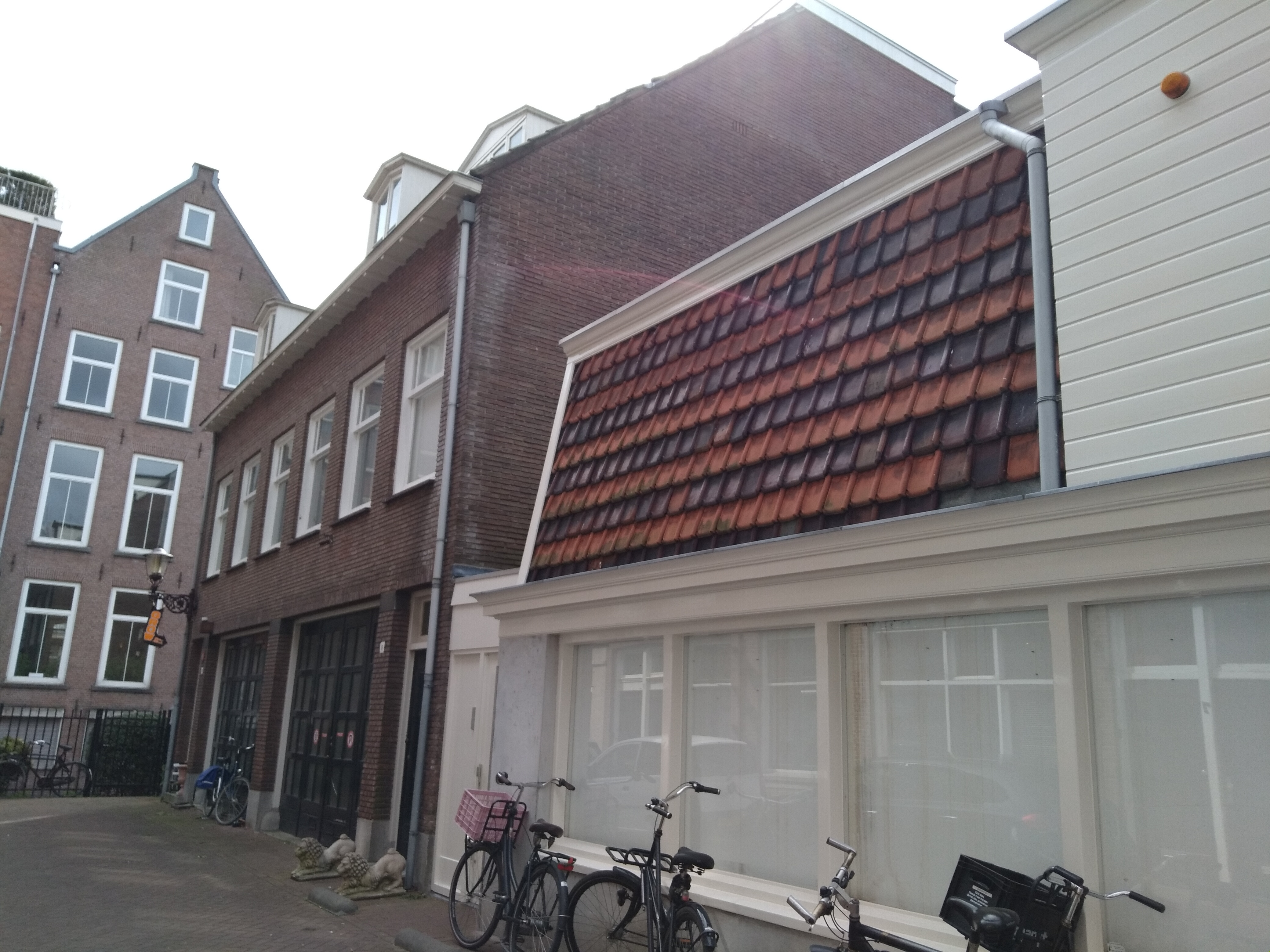
Palamedesstraat 6-10 (april 2021)